# Аммонизация кормов
Аммонизация кормов — процесс предварительной обработки сельскохозяйственных кормов аммиаком или его производными соединениями для повышения содержания в них азота.
Установлено, что взаимодействуя с органическими кислотами кормовых продуктов, аммиак образует аммонийные соли, содержащие существенное количество небелкового азота. Этот азот усваивается микрофлорой пищеварительного тракта (преджелудков) жвачных животных и служит материалом для построения микробного белка, который в свою очередь играет роль источника базовых аминокислот для животных.
Как правило, аммонизации подвергают кукурузный силос, солому, кислый или сухой жом, барду, мелассу и другое сырьё. Технологическая суть аммонизации кормовых смесей довольно проста и сводится к обработке корма раствором аммиачной воды определённой концентрации (чаще всего — с 25 % аммиака). Для этого аммиачная вода обычно разбавляется в пропорции 1 литр на 3—4 литра воды и добавляется в различных количествах к основной массе корма. Например, на одну тонну кукурузного силоса уходит 12—15 литров аммиачной воды, на одну тонну сухого жома — 70—80 литров, на одну тонну соломы — 120 литров. Было выяснено, что аммиачным азотом можно заменить до 30 % протеина в рационе домашних жвачных.
Подобной обработке можно подвергать корма в траншеях, чанах, буртах, баках, солому — прямо в скирдах, а результат аммонизации становится годен для употребления в пищу животными после исчезновения запаха аммиака.